# Digum Cänpo
Digum Cänpo byl pravděpodobně 8. tibetský král. Byl synem předchozího panovníka Sibthi Cänpa a jeho ženy Sacün Lungdže. Není přesně jisté, kdy žil, podle některých zdrojů vládl ve 2. století př. n. l. Digum Cänpo měl být prvním historickým králem Tibetu. Žagabpa o něm dokonce tvrdí, že „jím začíná skutečná historie Tibetu“.
Legenda praví, že nedlouho poté, co se Digum Cänpo chopil tibetského trůnu, dotázal se jednoho z šamanů na původ svého jména, které doslova znamená „zavražděný dýkou“. Šaman mu sdělil, že to neznamená nic jiného, než že zemře násilnou smrtí. Digum se proto rozhodl utkat s někým v boji, aby tak alespoň částečně rozhodl o svém osudu sám. V roli jeho protivníka nakonec stanul sluha Longam. Ten krále lstí přemohl a zabil. Než však krále usmrtil, natolik ho omámil a zmátl, že si král přesekl lano zvané mu, po kterém dle tradice šplhali jeho předchůdci po smrti na nebesa.
Digum Cänpo tak již nemohl po smrti odejít z pozemského světa a jeho tělo zůstalo proto na zemi. Podle tradice se jeho hrob nachází v Kongpu a Tibeťané jej nazývají „první královskou hrobkou“.